# Rückkehr aus der Wüste
Rückkehr aus der Wüste ist ein deutsch-algerischer Spielfilm der DEFA und ENPA Algerien von Bernhard Stephan aus dem Jahr 1990, nach dem Roman Rückkehr aus der Wüste oder Der Siebentagering von Konrad Potthoff aus dem Jahr 1986.

## Handlung
In einem algerischen Ort, nahe der Wüste, werden junge Leute in verschiedenen Berufen ausgebildet. Die Einrichtung und das Personal wird von der DDR gestellt und einer dieser Helfer ist Thomas Tänzer, der als Kraftfahrer und Mädchen für alles dort arbeitete. Thomas ist ein gelernter Elektriker, mit einem abgebrochenen Studium und geschieden. Er hatte sich für diesen Auslandseinsatz beworben, da er nicht so werden wollte, wie sein Vater und er war der Meinung, dass mit Mitte zwanzig das Leben noch nicht vorbei sein konnte. Die meisten seiner Kollegen sind mit den Ehepartnern nach Algerien gefahren und das ist auch einer der Gründe, weshalb er nach drei Jahren vorzeitig wieder in die DDR zurückflog. Der Grund hieß Doris und war die Frau eines Kollegen, deren Ehe aber schon kaputt war, als das Verhältnis begann. Bei der kollektiven Auswertung dieses Problems sollte erst Thomas das Land verlassen, doch Doris bestand darauf, dass sie und ihr Mann nach Hause fahren. Aber in der „kleinen DDR“, wie Thomas die Ausbildungsstätte nennt, bekommt er immer wieder Probleme mit seinem Vorgesetzten. Sei es die Unterstützung eines algerischen Alkoholikers oder die Reparatur einer Wasserpumpe im nächsten Dorf, immer wieder verstößt er gegen die Vorschriften. So muss auch er seine Heimreise antreten. Vor dem Abflug bittet ihn noch der algerische Leiter der Lehrwerkstatt, der in der DDR studiert hatte, seiner ehemaligen deutschen Freundin Angela einen wertvollen Siebentage-Ring mitzunehmen. Wer diesen Ring trägt, wird sieben Tage in der Woche Glück haben.
Zurück in der DDR fährt Thomas zuerst in seine Wohnung nach Stralsund und anschließend gleich zu seinen Eltern, da es seinem Vater gesundheitlich sehr schlecht geht. Seine Mutter versichert ihm aber, dass sie mit der Pflege allein klar kommt. So nimmt er seinen Wartburg, den er ohne die normalen Wartezeiten für seinen Auslandseinsatz bekommen hat und fährt damit nach Berlin. In der Kaderabteilung seines Betriebes gibt er seinen Reisepass ab und erkundigt sich nach seiner beruflichen Zukunft. Von den ihm versprochenen Perspektiven als Auslandskader will der Kaderleiter aber, mit Hinweis auf die Beurteilungen in seiner Kaderakte, nichts mehr wissen. Dieser schlägt ihm vor, erst einmal wieder als Elektriker zu arbeiten.
Nachdem Thomas während eines Besuchs bei seiner geschiedenen Frau und seinem Sohn merkte, dass er nicht willkommen ist, verschwindet er schnell wieder. Vorher macht ihm aber seine ehemalige Frau noch klar, dass er es war, der die Trennung wollte. Nun verabredet er sich mit Doris, die inzwischen von ihrem Mann geschieden wurde und er erfährt den Grund, warum sie statt Thomas in die DDR zurück wollte. Sie war schwanger, von ihm. Aber auch diese Situation kann er nicht verarbeiten. Völlig übermüdet fährt er mit dem Auto weiter, bis er sich damit auf einer Wiese überschlägt. Der Schaden ist aber so gering, dass der Wagen noch fahrtüchtig ist und so fährt er weiter.
In einem Pflegeheim trifft Thomas auf Angela, die aber nichts von ihrem ehemaligen algerischen Freund hören will. Erst nach mehreren Versuchen kann er sie überzeugen, den Siebentagering anzunehmen und sie kommen ins Gespräch. Bei der Verabschiedung gibt  sie Thomas noch den Rat, zu Doris zurückzukehren und mit ihr gemeinsam die Zukunft zu überdenken.

## Produktion
Rückkehr aus der Wüste wurde vom DEFA-Studio für Spielfilme (Künstlerischen Arbeitsgruppe „Berlin“) und ENPA Algerie (Algier) auf ORWO-Color gedreht und hatte am 22. März 1990 im Berliner Kino International seine festliche Premiere. Die Erstausstrahlung im Fernsehen erfolgte am 11. August 1996 im ORB.

## Kritik
Birgit Galle schrieb im Neuen Deutschland, dass es sich hier um einen Gegenwartsfilm aus der Vergangenheit handelt, der für die Zuschauer zu spät kam. Ein Problem fast aller Darsteller bestand darin, dass sie ihre Texte nur aufsagten. Was bei den vorgelegten Texten aber auch nicht verwunderte, den sie waren sperrig, unterkühlt und kunstlos, sogar banal und manchmal platt.
Das Lexikon des internationalen Films schreibt, dass dieses ein langweiliger, viele Fragen nur anreißender Problemfilm ist.